# Phoenicurus schisticeps
Phoenicurus schisticeps là một loài chim trong họ Muscicapidae.